# Матаре, Эвальд
Эвальд Вильгельм Губерт Матаре (нем. Ewald Wilhelm Hubert Mataré; 25 февраля 1887, Ахен — 29 марта 1965, Мербуш) — немецкий художник, график и скульптор, один из крупнейших представителей классического модернизма в этой стране.

## Жизнь и творчество
Э. Матаре родился в весьма обеспеченной семье директора химического завода. Предки его по отцу происходили из Каталонии и осели в Аахене в конце XVIII века. Ещё обучаясь в гимназии, Эвальд берёт частные уроки живописи и скульптуры. В 1907 году он поступает в берлинскую Академию изящных искусств, где учится на художника. В 1914 он несколько месяцев обучается в мастерской Ловиса Коринта, однако покидает её, будучи не впечатлённым художественным стилем последнего. В 1915 он становится учеником писавшего картины на историческую тематику Артура Кампфа. В 1916 Э. Матаре призывается в армию, однако вскоре по состоянию здоровья увольняется в запас. В 1918 году он вступает в революционную Ноябрьскую группу художников. В 1920 году, находясь на Восточно-Фризских островах, Э.Матаре впервые пробует свои силы в ксилографии и резьбе по дереву, к 1922 относятся его первые пластические работы. Мастер регулярно совершает творческие поездки на Северное и Балтийское моря. В том же году он женится на певице Ханне Хазенбоймер (1891—1983). Пользуясь поддержкой богатых дюссельдорфских меценатов и коллекционеров, художник регулярно совершает длительные поездки за рубеж (1924—1926 годы он проводит в Италии, где изучает произведения Чимабуэ и Джотто; ездит в Данию, страны Прибалтики и в Финляндию).
В период с 1924 по 1928 год художник регулярно принимает участие в Больших Берлинских выставках и коллективных выставках членов Ноябрьской группы, в 1928 он посещает Париж, в 1932 году — Лондон. В это время к нему начинает приходить известность как к оригинальному мастеру живописи и скульптуры. Немецкие музеи начинают приобретать его пластические работы, в 1930 в Берлине с успехом проходит его первая персональная выставка. В 1932 Э.Матаре становится профессором дюссельдорфской Академии искусств. С приходом в Германии к власти национал-социалистов художник был изгнан из Академии. В 1937 году он был заклеймён как представитель дегенеративного искусства, его произведения были удалены из государственных музеев. Ряд работ Э.Матаре были распроданы, некоторые уничтожены (как установленный в Клеве в 1934 году памятник павшим в Первой мировой войне, разрушенный нацистами в 1938). В это время он работал почти исключительно над частными заказами (последний официальный заказ последовал в 1939 году), в том числе и над многочисленными заказами от церкви. С 1940 по 1945 год художник живёт при монастыре Эбербах в Рейнгау.
С окончанием войны в 1945 Э.Матаре предлагается пост директора дюссельдорфской Академии, который он отклоняет. Однако в 1946 он принимает там руководство над классом скульптуры и остаётся в Академии профессором вплоть до своего эремитирования в 1957 году. Среди учеников Матаре следует назвать таких выдающихся немецких мастеров современности, как Йозеф Бойс, Эрвин Герих, Пауль Гримм. Начиная с 1947 года он выполняет ряд заказов — в первую очередь от церковных властей — принесших ему мировую славу. Среди них — бронзовые ворота для южного портала Кёльнского собора, западное окно Аахенского собора, порталы для церкви Всемирного мира в Хиросиме и в Зальцбургском соборе. Э.Матаре — участник выставок современного искусства documenta I (1955) и documenta II (1959) в Касселе.
К творческому наследию Э.Матаре относятся более 600 пластических работ, более 400 произведений резьбы по дереву и ксилографии, около 300 графических работ и около 200 акварелей. Пластика его — в первую очередь это изображения животных и работы на религиозную тематику. Акварели, созданные большей частью 1920-е годы во время поездок на Север и в Италию — это в основном пейзажи, редко встречаются портреты и изображения зверей. Резьба по дереву начала 1920-х также изображает животных (прежде всего коров) и исполнена в манере экспрессионизма, близкой к творчеству К.Шмидт-Ротлуфа. После окончания войны художник вновь обращается к цветной ксилографии. Значительное количество его работ выставлено с 1988 года в музее Курхаус в Клеве (т. н. «коллекция Эвальда Матаре»).
Скончался художник вследствие эмболии лёгких.

## Награды (избранное)
- 1914 — серебряная медаль берлинской Академии изящных искусств
- 1953 — Большая премия в области культуры земли Северный Рейн-Вестфалия
- 1955 — золотая медаль миланского Триеннале
- 1957 — медаль Стефана Лохнера от города Кёльн
- 1958 — Командор ордена «За заслуги перед ФРГ».

## Галерея

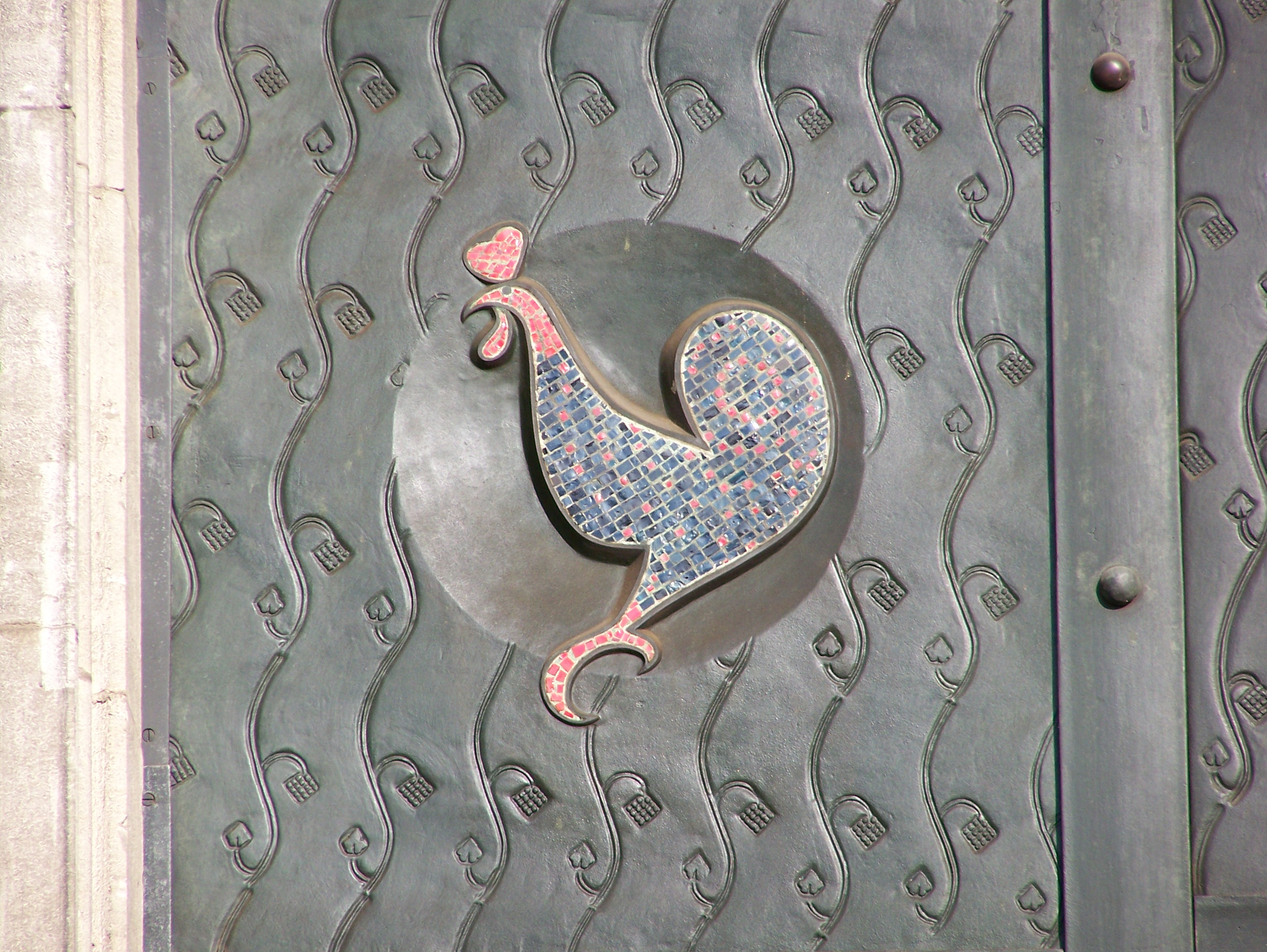
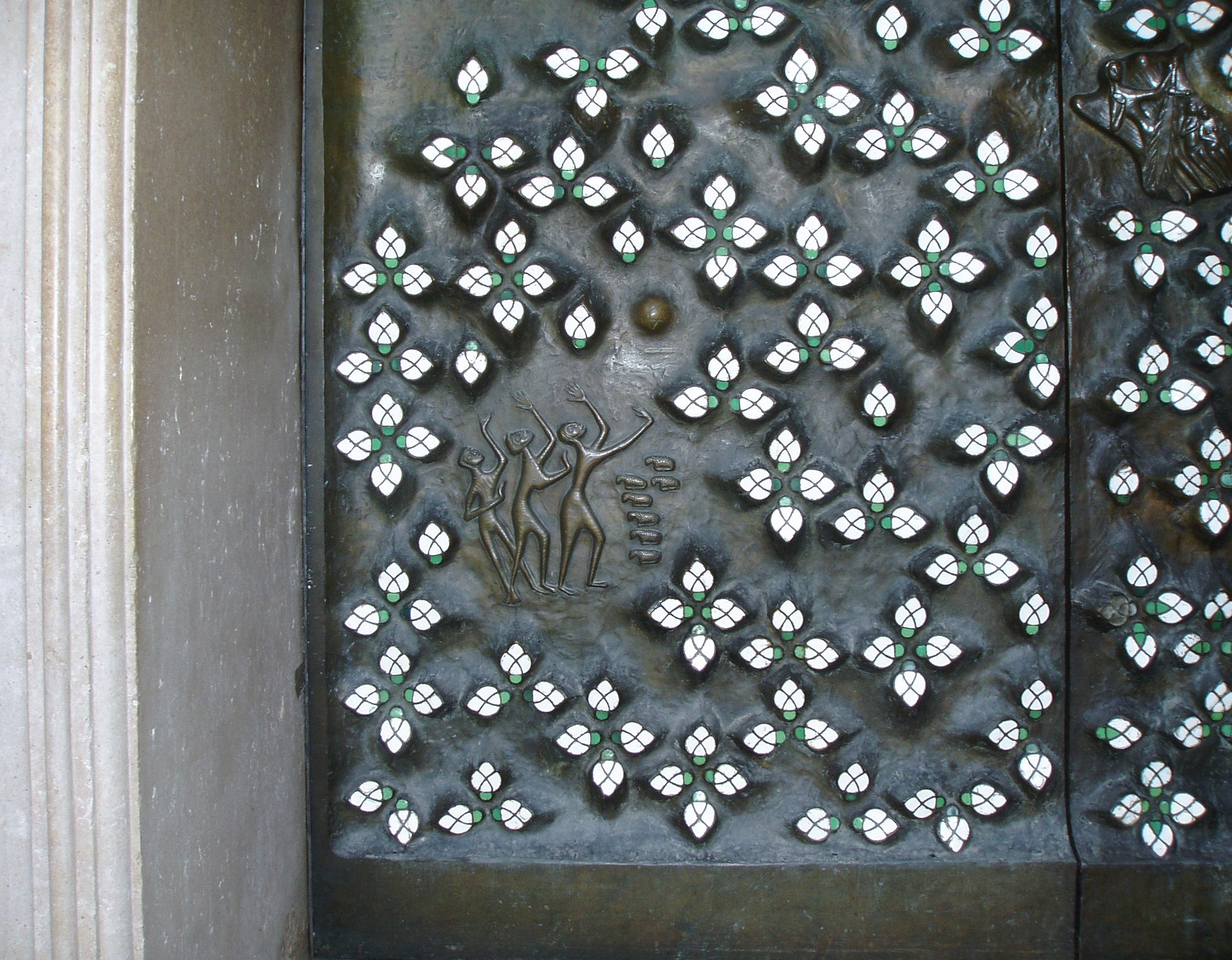
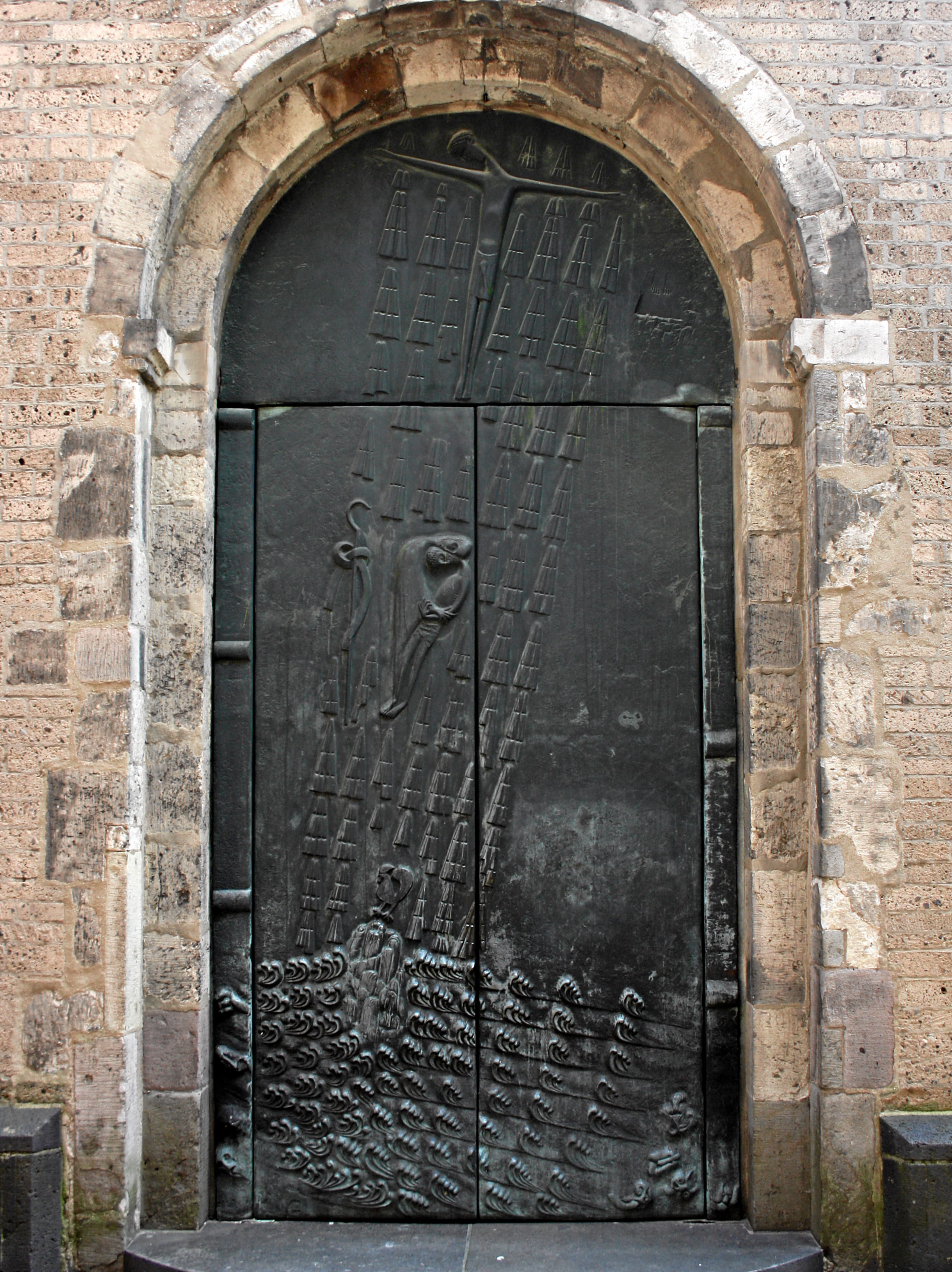
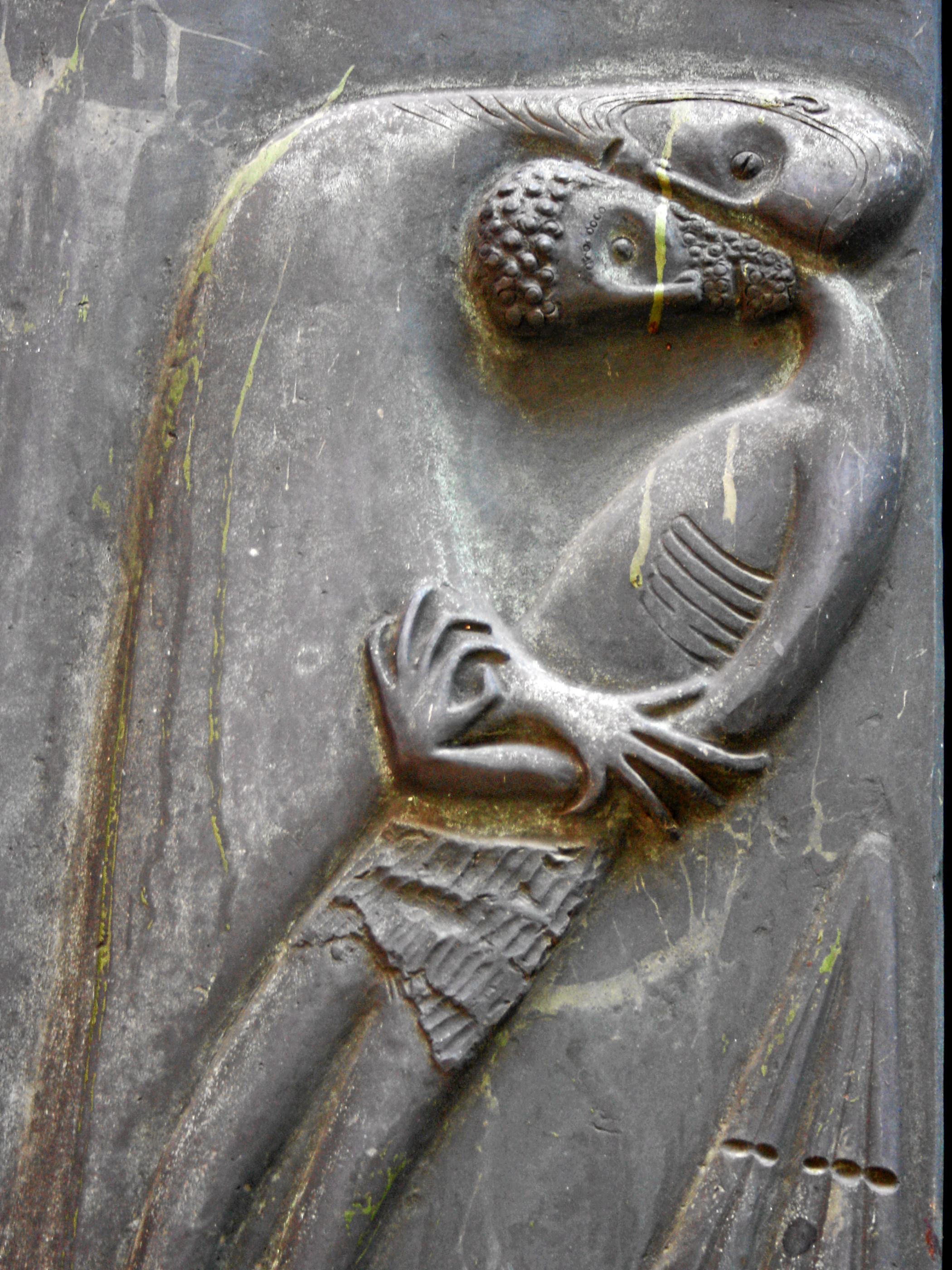
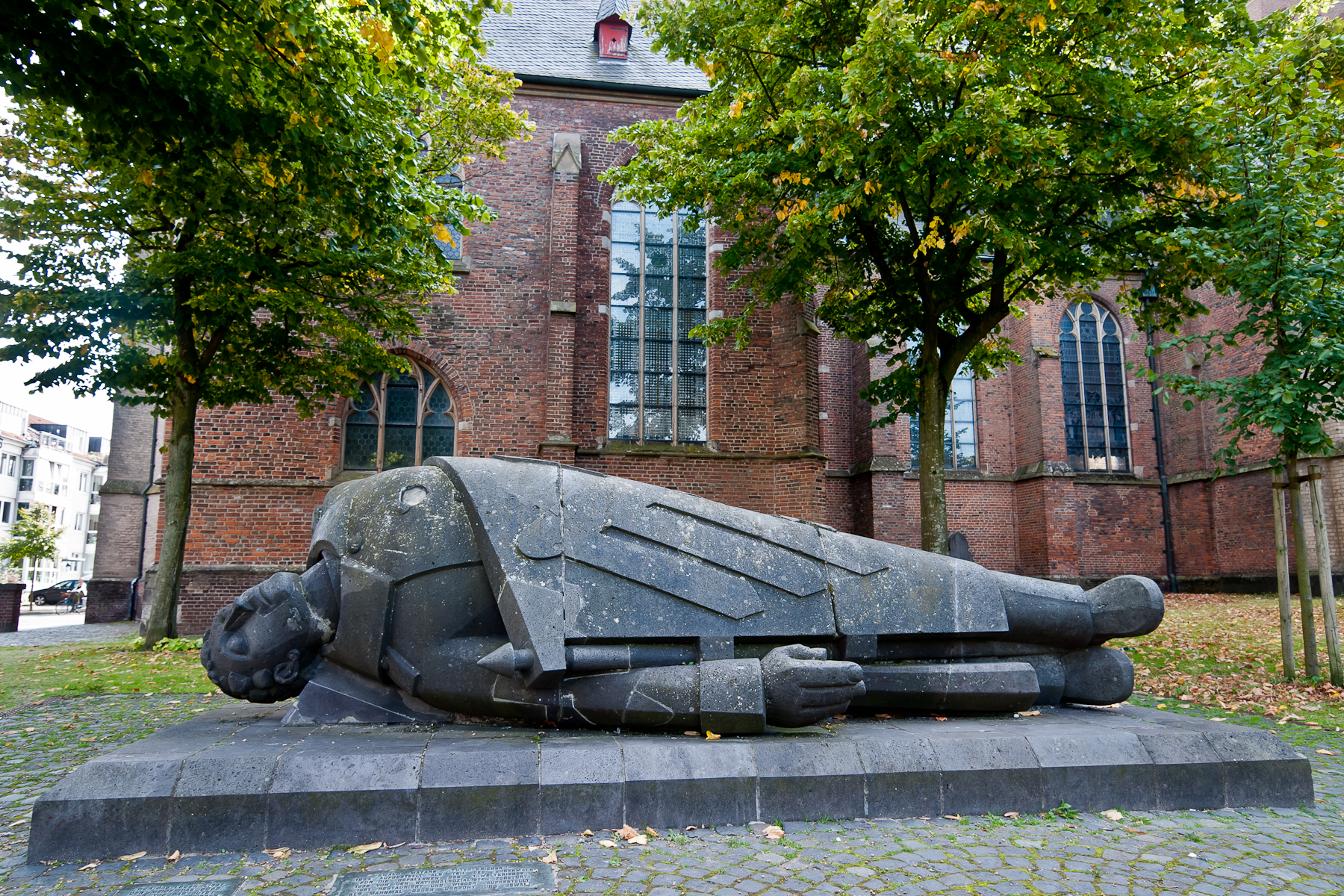
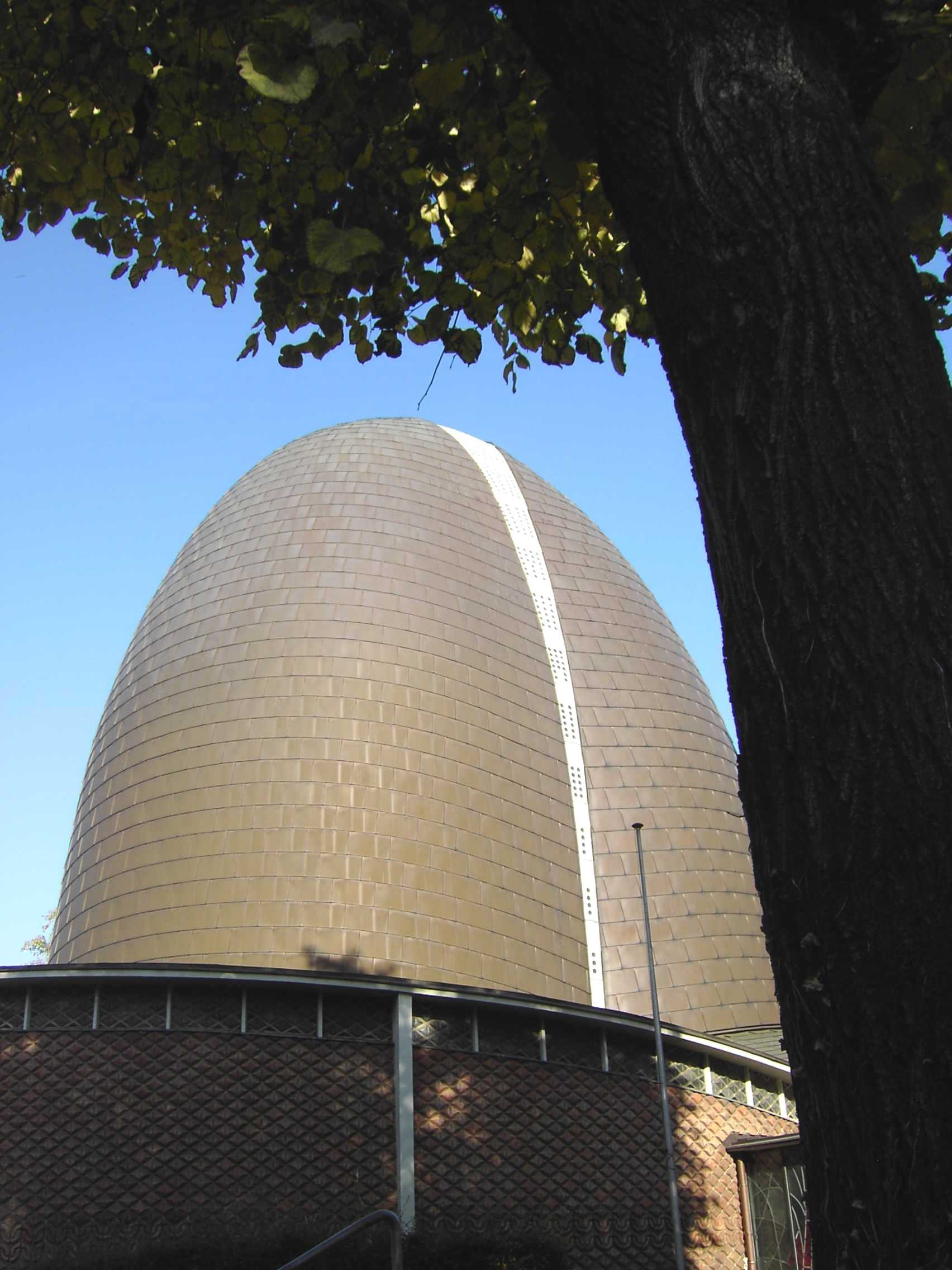
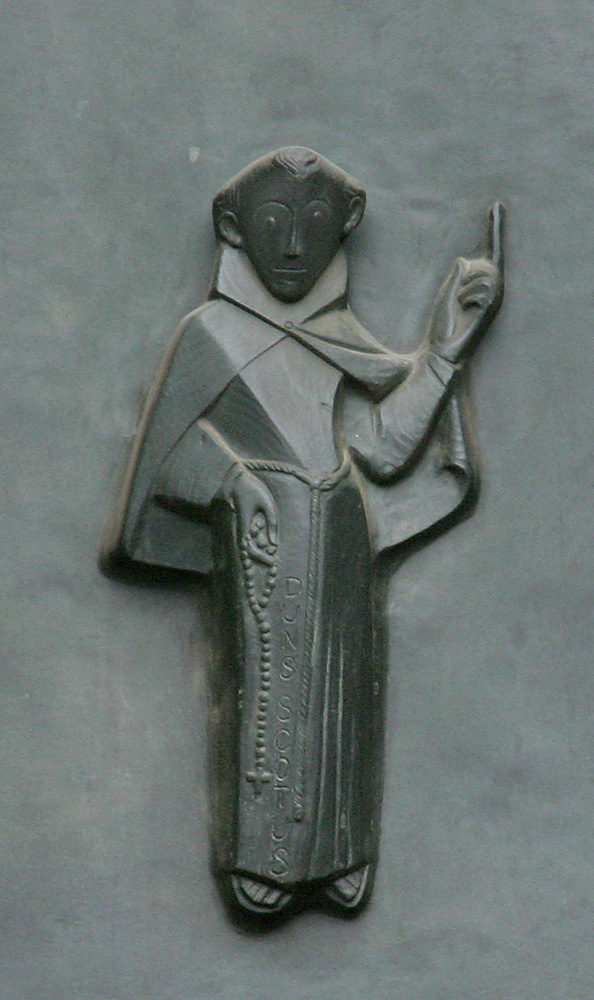
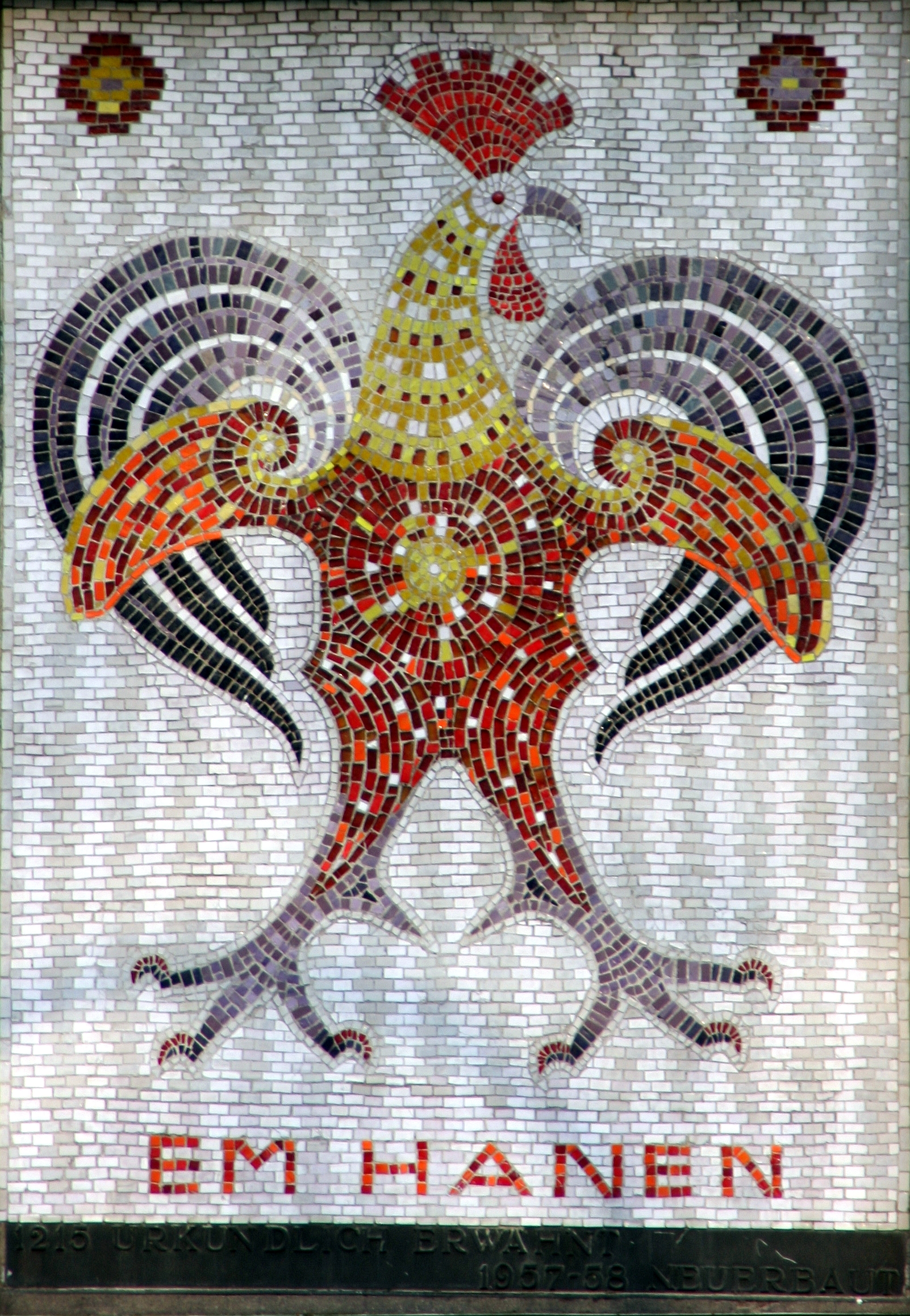
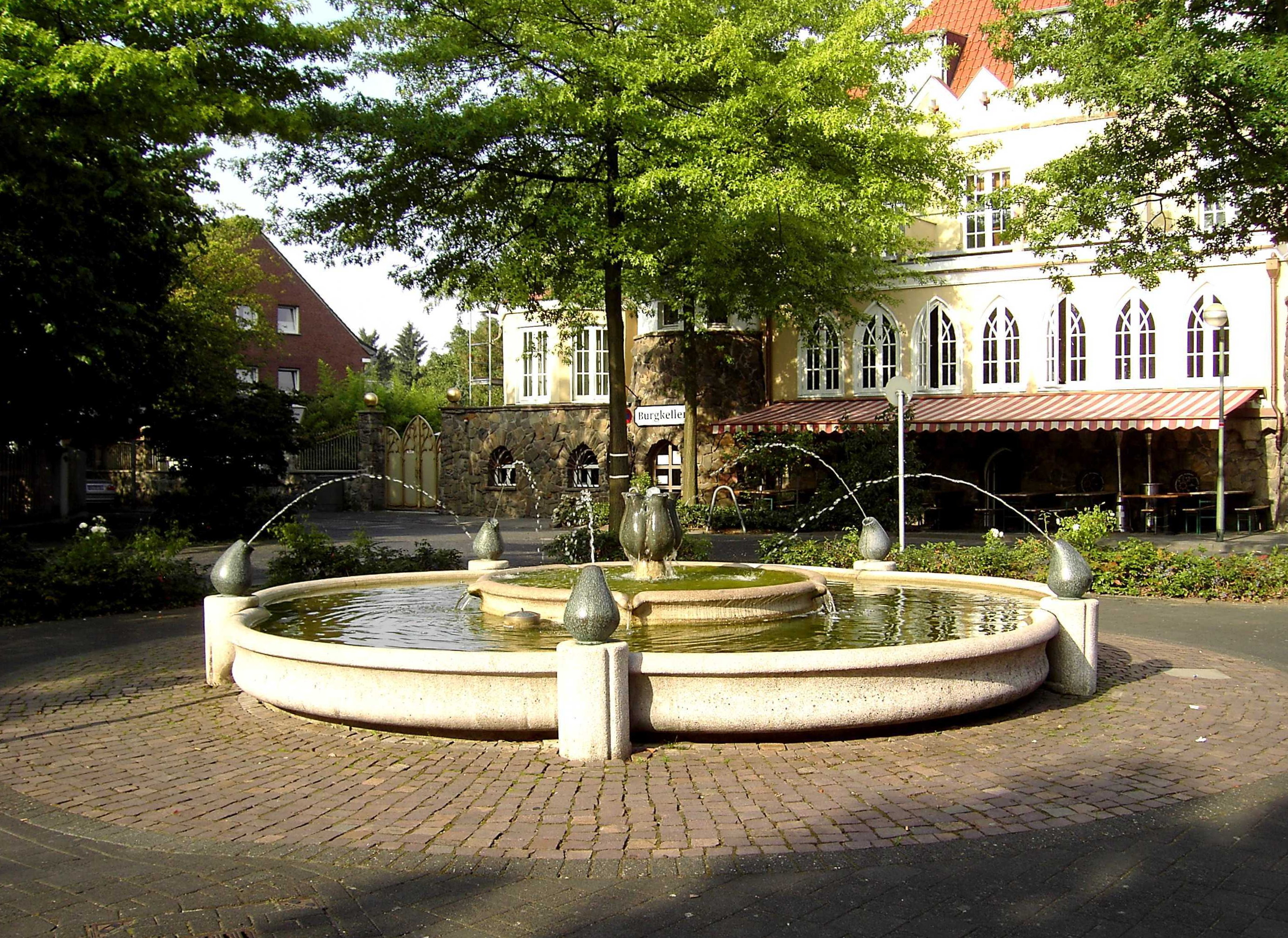
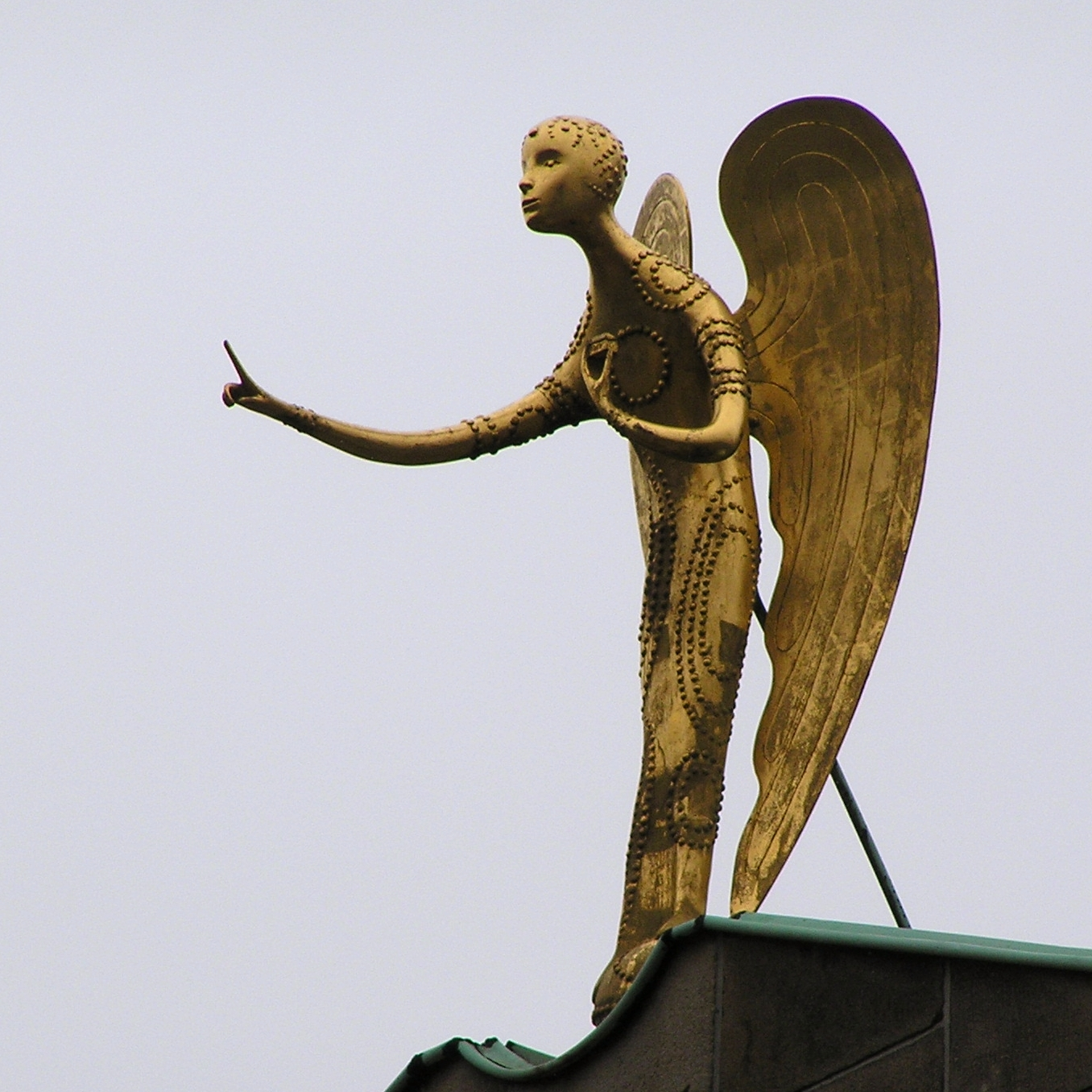

## Дополнения
- Биография Э.Матаре (на немецком языке)
- музей Курхаус Клеве: коллекция Э.Матаре